# Jatropha humifusa
Jatropha humifusa är en törelväxtart som beskrevs av Mats Thulin. Jatropha humifusa ingår i släktet Jatropha och familjen törelväxter. Inga underarter finns listade i Catalogue of Life.